# Jacques Beurlet
Jacques Beurlet (21 de dezembro de 1944 – 26 de setembro de 2020) foi um futebolista belga que competiu na Copa do Mundo FIFA de 1970.
Atuou no Standard de Liège em 348 partidas durante as catorze temporadas pelas quais o jogador permaneceu no clube. Com a equipe, conquistou quatro títulos da primeira divisão, incluindo o tricampeonato de 1969 a 1971, e duas copas nacionais.
Morreu em 26 de setembro de 2020.